# Малая Кудашка
Малая Кудашка — река в Ишимбайском районе Республики Башкортостан. Впадает в Большой Нугуш. По официальным данным, устье реки находится в 185 км по правому берегу реки Нугуш. Длина реки составляет 17 км.
Исток в хребте Липовые горы, недалеко от истока Алагузлы. Восточнее, параллельно течёт Большая Кудашка. На западе горный хребет Уркас отделяет Малую Кудашку от реки Арям-Кудашка. Малая Кудашка пересекает трассу Р316, участок от Кулгунино к Бретяку. Возле дороги находится нежилая деревня Кудашево. От неё идет дорога местного значения вдоль русла Малой Кудашки. По другому берегу реки, чуть в стороне Р316, — гора Кудашевка (599 м). Ещё одна вершина — Кылыскыр (558 м) — встречается ниже по течению.
Впадает в Большой Нугуш на границе с заказником Алтын-Солок и Бурзянским районом.

## Притоки
По картографическим данным у Малой Кудашки три притока:
- Мардаш
- Мулбой
- Тулаласек

## Данные водного реестра
По данным государственного водного реестра России относится к Камскому бассейновому округу, водохозяйственный участок реки — Нугуш от истока до Нугушского гидроузла, речной подбассейн реки — Белая. Речной бассейн реки — Кама.
Код объекта в государственном водном реестре — 10010200312111100017828.